# ベルジアン・シェパード・ドッグ・タービュレン
ベルジアン・シェパード・ドッグ・タービュレン（英：Belgian Shephrd Dog Tervueren）とは、ベルギー原産の牧羊犬種である。ベルジアン・シェパード・ドッグの愛好家などからは単にタービュレンと呼ばれることもある。

## 歴史
もともとはベルジアン・シェパード・ドッグ・グローネンダール、ベルジアン・シェパード・ドッグ・マリノア、ベルジアン・シェパード・ドッグ・ラケノアと同一犬種と見られ、ベルジアン・シェパード・ドッグとして一からげにまとめられていた。19世紀になるとこれらの主な使役であった牧羊が機械化されてしまったことにより仕事が減り、絶滅の危機に瀕してしまった。そのため、これらを研究・保護するためのプロジェクトが発足し、ベルギー国内のどの地域に何頭のベルジアン・シェパード・ドッグが生き残っているか調査が行われた。
この調査の目的はスタンダードの確立・統一を図ることではあったが、地域ごとと4タイプに分化していて、それぞれがはっきりと犬種として認識できるほどの特徴を備えていたため、それぞれ別の犬種クラブが立てられてブリーディングが行われるようになった。

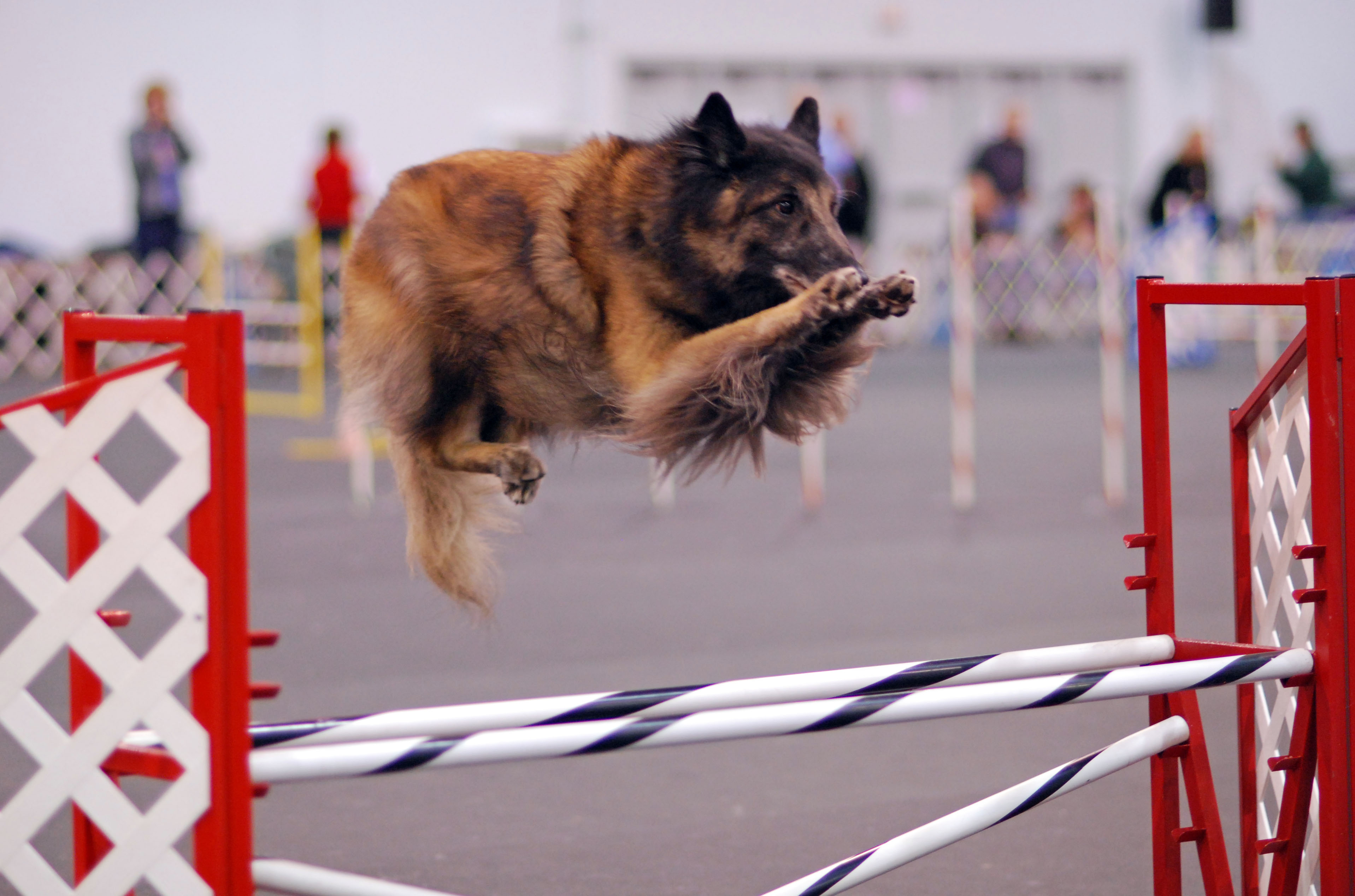
俊敏性競技にて（Rose City Classic AKC Show 2007）

タービュレンはタービュレン村原産のベルジアン・シェパード・ドッグで、主に牧羊犬として羊の誘導を行うのに使われていた。この他牧牛犬として使われることもあり、また、近年は警察犬や麻薬探知犬、介助犬、聴導犬、セラピー犬としても広く活躍している。もちろん容姿の良さからペットやショードッグとしても人気が高く、世界中で多く飼育されている。世界的にはベルジアン・シェパード・ドッグの中でグローネンダールに次ぐ2番目の人気を保持しているが、日本ではそれらの中で最も人気が高い犬種になっている。毎年国内登録が行われ、2009年度の国内登録頭数順位は136位中71位と高順位であった（グローネンダールの同年度の順位は89位）。時折ペットショップで見かけることが出来、そこやブリーダーから入手することが可能である。

## 特徴
美しい黄色と黒の混色のロングコートを持つベルジアン・シェパード・ドッグである。グローネンダールに比べるとより友好的で穏やかな気性を持つが、そのため番犬としてはあまり使えないのが欠点である。マズルと脚が長く、容姿は整っていて体は引き締まっている。耳は立ち耳で、尾はふさふさした垂れ尾。体高は雄61〜66cm、雌56〜61cmで体重は雌雄共に28kg前後の大型犬。性格は穏やかで愛情深く、友好的で従順である。子供や他の犬と遊ぶことが大好きで、家庭犬として飼育するのに向いた犬種である。身体能力は高く、ドッグスポーツにも適している。運動量は多く、散歩の時間は多めにとる必要がある。かかりやすい病気は内分泌系疾患と意識障害による発作などがある。